# Hieracium scabiosum
Hieracium scabiosum là một loài thực vật có hoa trong họ Cúc. Loài này được (Sudre) Üksip mô tả khoa học đầu tiên năm 1899.